# Yannick Desiron
Yannick Desiron (Edegem, 6 april 1992) is een Belgisch basketballer.

## Carrière
Desiron speelde in de jeugd van BC Kontich en Sint Jan Basket voordat hij zich op Double-Affiliation aansloot bij Gembo Borgerhout en Optima Gent. Na een seizoen ging hij spelen op double-affiliation voor de Leuven Bears. Tijdens zijn periode bij Gembo werd hij twee keer kampioen in de tweede klasse en een keer de Beker Van Vlaanderen. Het seizoen erop ging hij spelen voor de Bears waarbij hij bleef tot in 2015. In 2015 maakte hij de overstap naar Limburg United waar hij vier seizoenen speelde.
In 2018 ging hij spelen voor landskampioen BC Oostende, met Oostende werd hij twee keer landskampioen. Na twee seizoenen in Oostende keerde hij terug naar Limburg waarmee hij in 2022 de Belgische beker won. In 2023 tekende hij een contract bij de Brusselse eersteklasser Brussels Basketball. Hij verliet de ploeg aan het einde van het seizoen 2024/25 en ging spelen voor tweedeklasser Kontich Wolves.

### Nationale ploeg
Desiron maakte in 2014 zijn debuut voor de nationale ploeg.

## Erelijst
- Kampioen Tweede klasse: 2012, 2013
- Beker Van Vlaanderen: 2012
- Belgisch landskampioen: 2019, 2020
- Belgisch bekerwinnaar: 2022